# (5092) Manara
(5092) Manara es un asteroide perteneciente a la familia de Ursula en el cinturón de asteroides, es un asteroide perteneciente al cinturón de asteroides, descubierto el 21 de marzo de 1982 por Edward Bowell desde la Estación Anderson Mesa (condado de Coconino, cerca de Flagstaff, Arizona, Estados Unidos).

## Designación y nombre
Designado provisionalmente como 1982 FJ. Fue nombrado Manara en honor al astrónomo italiano Alessandro Manara, que desde 1963 investigó en el Observatorio Astronómico Brera de Milán. Sus campos de interés incluyen la astrometría, la física y la dinámica de los cuerpos menores del sistema solar.

## Características orbitales
Manara está situado a una distancia media del Sol de 3,198 ua, pudiendo alejarse hasta 3,389 ua y acercarse hasta 3,008 ua. Su excentricidad es 0,059 y la inclinación orbital 16,10 grados. Emplea 2089,83 días en completar una órbita alrededor del Sol.
Los próximos acercamientos a la órbita de Júpiter se producirán el 11 de julio de 2071, el 15 de agosto de 2082 y el 23 de octubre de 2093.

## Características físicas
La magnitud absoluta de Manara es 11,8. Tiene 25 km de diámetro y su albedo se estima en 0,069.